# Bla, bla, bla...
Bla, bla, bla è una biografia della cantante italiana Patty Pravo, scritta in collaborazione col giornalista Massimo Cotto, edita da Arnoldo Mondadori. Il libro è stato pubblicato verso la fine del 2007 ed è di 128 pagine. Ogni capitolo è intitolato con alcune delle frasi appartenenti ai brani più famosi di Patty Pravo.

## Capitoli del libro
1. Io l'ho cercata sopra il colle, la mia piccola ribelle...
2. Pensiero stupendo, nasce un poco strisciando...
3. Il paradiso tu vivrai, se tu scopri quel che hai...
4. Ragazzo triste come me, che sogni sempre come me...
5. Notti, guai e libertà...
6. Oggi qui, domani là, io vado e vivo così...
7. Si potrebbe trattare di bisogno d'amore...
8. La cambio io la vita che...
9. Folle, folle, folle idea...
10. Se perdo te, cosa farò...
11. Stagioni di vento,  le storie, gli amori...
12. Pensieri di passaggio

## Edizione
- Patty Pravo, Massimo Cotto, Bla, bla,bla..., Mondadori, 2007. ISBN 978-88-04-57015-8.